# Угловая (станция)
Угловая — железнодорожная станция Владивостокского отделения Дальневосточной железной дороги на линии Угольная — Мыс Астафьева в городе Артём Приморского края.